# بخش دهپلور
بخش دهپلور (به انگلیسی: Dholpur district) یک منطقهٔ مسکونی در هند است که در Bharatpur division واقع شده‌است. بخش دهپلور ۳٬۰۸۴ کیلومتر مربع مساحت و ۱٬۲۰۶٬۵۱۶ نفر جمعیت دارد.